# Komarivka, Hluhiv
Komarivka (în ucraineană Комарівка) este un sat în comuna Ulanove din raionul Hluhiv, regiunea Sumî, Ucraina.

## Demografie
Componența lingvistică a localității Komarivka
     Rusă (49,14%)
     Ucraineană (47,41%)
     Română (3,45%)
Conform recensământului din 2001, nu exista o limbă vorbită de majoritatea populației, aceasta fiind compusă din vorbitori de rusă (49,14%), ucraineană (47,41%) și română (3,45%).